# Консейсан (Оріке)
Консейсан (порт. Conceição; МФА: [kõ.sɐj.ˈsɐ̃w]) — парафія в Португалії, у муніципалітеті Оріке. Розташована в південній частині країни, на теренах історичної португальської провінції Алентежу. Входить до складу округу Бежа. За адміністративним поділом, чинним до 1976 року, терени парафії були складовою провінції Нижнє Алентежу. Належить до Безької діоцезії Католицької церкви. Патрон — Діва Марія. Площа — 33,0852 км². Населення — 86 ос. (2011). Слабо урбанізований регіон. Густота населення — 2,6 осіб/км²
. Код — 021201.

## Населення
| Кількість мешканців | Кількість мешканців | Кількість мешканців | Кількість мешканців | Кількість мешканців | Кількість мешканців | Кількість мешканців | Кількість мешканців | Кількість мешканців | Кількість мешканців | Кількість мешканців | Кількість мешканців | Кількість мешканців | Кількість мешканців | Кількість мешканців |
| ------------------- | ------------------- | ------------------- | ------------------- | ------------------- | ------------------- | ------------------- | ------------------- | ------------------- | ------------------- | ------------------- | ------------------- | ------------------- | ------------------- | ------------------- |
| 1864                | 1878                | 1890                | 1900                | 1911                | 1920                | 1930                | 1940                | 1950                | 1960                | 1970                | 1981                | 1991                | 2001                | 2011                |
| 546                 | 532                 | 640                 | 667                 | 718                 | 793                 | 824                 | 853                 | 801                 | 680                 | 348                 | 274                 | 208                 | 141                 | 86                  |